# Las Trincheras, Michoacán de Ocampo
Las Trincheras är en ort i Mexiko.   Den ligger i kommunen Huetamo och delstaten Michoacán de Ocampo, i den södra delen av landet, 210 km väster om huvudstaden Mexico City. Las Trincheras ligger 431 meter över havet och antalet invånare är 161.
Terrängen runt Las Trincheras är kuperad. Runt Las Trincheras är det ganska glesbefolkat, med 26 invånare per kvadratkilometer. Närmaste större samhälle är Huetamo de Núñez, 11,0 km söder om Las Trincheras. Trakten runt Las Trincheras består till största delen av jordbruksmark.